# Peter Hesse Overgaard
Peter Hesse Overgaard (født 19. maj 1954 i København) er en dansk skuespiller.
Allerede i 1971 rejste han til USA for at prøve lykken som teenage-skuespiller på de skrå brædder, vendte tilbage et par år efter og afsluttede sin skuespilleruddannelse på Team Teatret i Herning.
Han har gennem mange år arbejdet som freelance, som bl.a. har givet ham teaterroller på Fiolteatret, Husets Teater, Bådteatret, Det Danske Teater, Det ny Teater og Café Teatret.
Han stoppede dog som teaterskuespiller i 1990. Han fandt teatret en hård disciplin og "orkede ikke at spille det samme hver aften i mange uger i træk".
Han har medvirket i en række tv-serier, bl.a. i Bryggeren, Strisser på Samsø, Rejseholdet, Nikolaj og Julie, Krøniken, Forsvar, Anna Pihl og Badehotellet.
Han har også medvirket i radiodrama og spillede Niels Bohr i 2012.

## Udvalgt filmografi
- Isfugle – 1983
- Flamberede hjerter – 1986
- Jeg elsker dig – 1987
- Miraklet i Valby – 1989
- Sofie – 1992
- Farligt venskab – 1995
- Bye bye bluebird – 1999
- Ørkenens juvel – 2001
- At kende sandheden – 2002
- Familien Gregersen – 2004
- Drømmen – 2006
- De unge år (2007)
- Frygtelig lykkelig (2008)
- Profetia (2009)